# Dies ist der Tag, den Gott gemacht
Das Weihnachtslied Dies ist der Tag, den Gott gemacht ist ein vor 1755 geschaffenes Kirchenlied des Dichters Christian Fürchtegott Gellert (1715–1769).

## Inhalt
Das im Erstdruck elfstrophige Lied besingt in kunstvoll gebauten mit biblischen Zitaten verflochtenen klaren Aussagen Satz für Satz das Geschehen der Menschwerdung Gottes in der Geschichte. Den Hintergrund bildet die biblische Vorstellung vom Tag des Herrn: „Dies ist der Tag, den der HERR macht; lasst uns freuen und fröhlich an ihm sein.“ (Ps 118,24 ) Gellert transformiert hier eine in der Geschichte der Liturgie eigentlich dem Osterfest vorbehaltene Wendung in das Weihnachtsgeschehen hinein. Dabei bildet der Jubel über „diesen Tag“ durch die wortgleichen rahmenden Strophen und die Emphase des Textes die Grundstimmung. 
Das Lied verzichtet – wohl unter dem Einfluss des zeitgenössischen Rationalismus – weitgehend auf eine Ausschmückung mit konkreten Elementen der traditionellen Weihnachtsgeschichte und macht eher andeutend die „heiligste Geburt“ (Strophe 10 (8)) zum Zielpunkt seiner Aussage. 
Ausgehend von der Erwartung (Str. 2+6(5)) und Vollendung der Zeit (Str. 2) über eine innehaltende Besinnung (Str. 4) erfolgt in den zentralen Strophen (4–7(6)) die Anrede („Du“) an den Gott, der durch seine Vereinigung „mit Fleisch und Blut“ die Gotteskindschaft der Gemeinde bewirkt. Gellert hat dies, wohl unter dem Einfluss des Idealismus, in entsprechenden Wendungen in der (originalen) Strophe 8 unterstrichen.

## Melodie
Gellert gab dem Text die Form der ambrosianischen Hymnenstrophe und unterlegte ihm die Melodie Vom Himmel hoch, da komm ich her von Martin Luther.
Das Gesangbuch der Evangelisch-reformierten Kirchen der deutschsprachigen Schweiz führt das Lied unter der Nummer 408 mit einer 1775 in Zürich komponierten Melodie, die Johann Heinrich Egli zugeschrieben wird.

## Text (Evangelisches Gesangbuch)

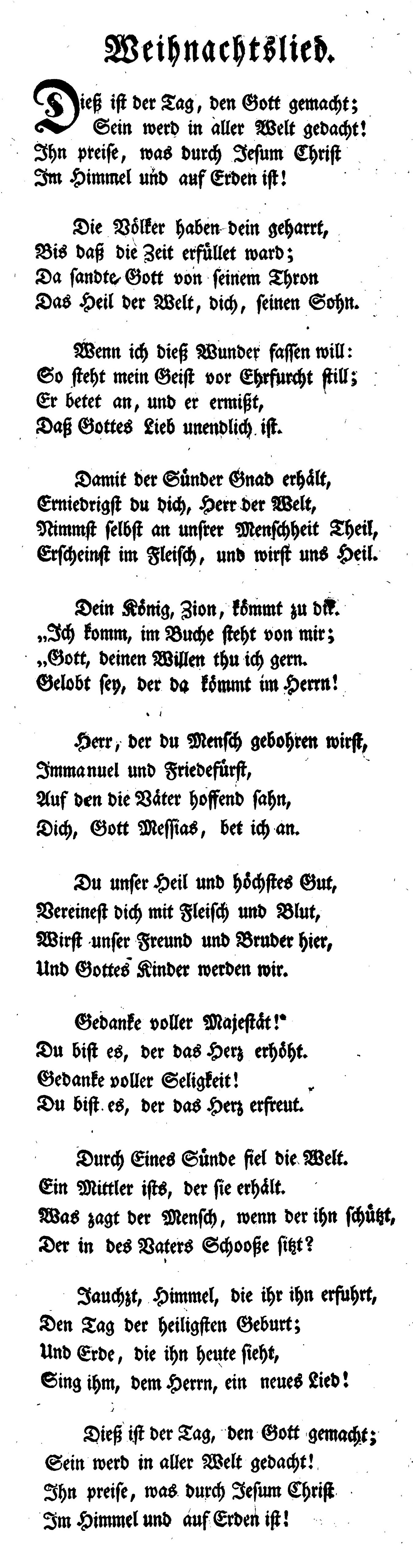
Erstdruck 1757

1. Dies ist der Tag, den Gott gemacht,

sein werd in aller Welt gedacht;

ihn preise, was durch Jesus Christ

im Himmel und auf Erden ist.

2. Die Völker haben dein geharrt,

bis daß die Zeit erfüllet ward;

da sandte Gott von seinem Thron

das Heil der Welt, dich, seinen Sohn.

3. Wenn ich dies Wunder fassen will,

so steht mein Geist vor Ehrfurcht still;

er betet an und er ermißt,

daß Gottes Lieb unendlich ist.

4. Damit der Sünder Gnad erhält,

erniedrigst du dich, Herr der Welt,

nimmst selbst an unsrer Menschheit teil,

erscheinst im Fleisch und wirst uns Heil.

5. Dein König, Zion, kömmt zu dir.

„Ich komm, im Buche steht von mir;

„Gott, deinen Willen thu ich gern.

Gelobt sey, der da kömmt im Herrn!

5. (6.) Herr, der du Mensch geboren wirst,

Immanuel und Friedefürst,

auf den die Väter hoffend sahn,

dich, Gott, Messias, bet ich an.
6. (7.) Du, unser Heil und höchstes Gut,

vereinest dich mit Fleisch und Blut,

wirst unser Freund und Bruder hier,

und Gottes Kinder werden wir.

8. Gedanke voller Majestät!

Du bist es, der das Herz erhöht.

Gedanke voller Seligkeit!

Du bist es, der das Herz erfreut.

7. (9.) Durch eines Sünde fiel die Welt,

ein Mittler ist’s, der sie erhält.

Was zagt der Mensch, wenn der ihn schützt,

der in des Vaters Schoße sitzt?

8. (10.) Jauchzt, Himmel, die ihr ihn erfuhrt,

den Tag der heiligsten Geburt;

und Erde, die ihn heute sieht,

sing ihm, dem Herrn, ein neues Lied!

9. (11.) Dies ist der Tag, den Gott gemacht,

sein werd in aller Welt gedacht;

ihn preise, was durch Jesus Christ

im Himmel und auf Erden ist. 
Das Lied findet sich – ohne die Originalstrophen 5 und 8 – im Evangelischen Gesangbuch (EG 42) sowie ohne die Originalstrophen 5, 8 und 9 im Mennonitischen Gesangbuch (MG 253).